# Oliarus inaequalis
Oliarus inaequalis är en insektsart som beskrevs av Giffard 1925. Oliarus inaequalis ingår i släktet Oliarus och familjen kilstritar.

## Underarter
Arten delas in i följande underarter:
- O. i. koebelei
- O. i. kohala
- O. i. konana